# Невежкино (Белинский район)
Невежкино — село в Белинском районе Пензенской области России, административный центр Невежкинского сельсовета.

## География
Село расположено на берегу реки Ворона в 17 км на север от райцентра города Белинский.

## История
Вероятно, образовано из двух селений – Ворона и Невежино. Названы по реке и фамилии основателей Невежиных. Причем д. Ворона числилась по Инсарскому, а д. Невежино – Верхнеломовскому уездам. Упоминается в 1719 г. как д. Ворона ясачной мордвы Инсарского уезда (РГАДА, ф. 350, оп. 2, е.хр. 1046, л. 185-188 об.).
В 1723 г. – д. Ворона ясачной мордвы (крещеной и некрещеной, староста Веляйка Васильев), показана в Инсарском уезде, на реке мельница в совместном ведении мордвина Енбулая Саламасова сына Петрова и крестьянина князя А.М. Черкасского Павла Матвеева, которые работали на ней понедельно (РГАДА, ф. 350, оп. 2, е.хр. 1049, лл. 72-82). Не позже 1730 г. крестьяне стали участниками массовой драки из-за межи с крестьянами помещика Лариона Кугушева из с. Кевды (с. Кевдо-Вершина), во время которой погибли 16 человек (Г.П. Петерсон. 2002, с. 27).  Между 1723 и 1744 гг. ясачная мордва приняла крещение. По ревизским сказкам 1744 г., в д. Вороне показано 519 душ мужского пола «из ясашной мордвы новокрещен» (РГАДА, ф. 350, оп. 2, е.хр. 1051, лл. 732-762). В 1746 г. в д. Невежина Верхнеломовского уезда показано 53 ревизских души однодворцев и их крестьян (РГАДА, ф. 350, оп. 2, е. хр. 562, лл. 468-471 об.). В 1782 г. показано на землях «градской дачи» г. Чембара, на бывших землях ясачных крестьян, на перекрестке больших дорог – Пензенско-Тамбовской и Керенско-Чембарской, в селе – Козьмодемьянская церковь.
В 1874 г. записано предание о происхождении названия. «В том месте, на котором стоит Невежкино, раз проездом остановился Петр Великий. Увидев одного мордвина с звериными шкурами, государь пожелал узнать, кто он и откуда. А мордвин при этом вопросе не скинул шапки, за что царь назвал его невежею... Новокрещеный мордвин поселился на подаренном месте и в память столь важного для него события принял фамилию Невежкина, а место, на котором поселился, назвал Невежкиным». В другом варианте встреча произошла в Москве. Отказная книга 1742 г. фиксирует верхнеломовского дворянина Ивана Никифоровича Невежина. Село располагалось в несколько порядков вдоль речки Лещевки, левого притока Вороны. Развивалось в сторону р. Вороны и достигло ее западной окраиной села.
В 1864 г. – 2 церкви: во имя Вознесения Господня (деревянная, построена в 1849 г.) и во имя св. пророка Ильи (деревянная, построена в 1873 г.). Ярмарка. В 1877 г. – в составе Кевдо-Вершинской волости Чембарского уезда, 825 дворов, те же две церкви, школа, базар, ярмарка 2 июля (старого стиля). В 1896 г. – волостной центр Чембарского уезда Пензенской губернии, 1000 дворов, одноклассное образцовое училище и церковноприходская школа (при Ильинской церкви), при селе хутор из 44 дворов, мельницы Горячева, Федякина, Лапаева, Кочеткова, Игнаткина, Шабнова, Беляева (ГАПО, ф. 294, оп. 1, е.хр. 6). В 1911 г. – одно крестьянское общество, 1193 двора, 2 церкви, школа Министерства народного просвещения и церковноприходская, 5 водяных мельниц, 2 мельницы с нефтяными двигателями, 13 ветряных, 3 шерсточесалки, 7 валяльных заведений, 2 овчинных заведения, синильня, 8 кузниц, 2 пекарни, трактир, 18 лавок. 
C 1928 г. — центр Невежкинского сельсовета в Поимском районе Пензенского округа Средне-Волжской области. C 1939 г. — в составе Пензенской области. В 1955 г. – в селе колхоз имени Шверника. С 1959 года — в составе Белинского района. В 1980-е гг. – центральная усадьба совхоза имени Шарова.

## Население
| 1744  | 1864  | 1877  | 1897  | 1911  | 1926  | 1939  |
| ----- | ----- | ----- | ----- | ----- | ----- | ----- |
| 1038  | ↗4844 | ↗5967 | ↘5665 | ↗6845 | ↘6266 | ↘3799 |
| 1959  | 1979  | 1989  | 1996  | 2002  | 2010  |       |
| ↘3395 | ↘2272 | ↘1593 | ↘1432 | ↘1148 | ↘833  |       |

## Известные люди
- Родина полного кавалера ордена Славы Петра Евгеньевича Долматова (1915-1947), сержанта, сапера, отличившегося при минировании и разминировании объектов; Героя Советского Союза, лейтенанта, парторга стрелкового батальона Федора Андреевича Ежкова (1921-1981), отличившего в боях при освобождении Венгрии.